# Logylet (Åryds socken, Blekinge)
Logylet är en sjö i Karlshamns kommun i Blekinge och ingår i Bräkneån-Mieåns kustområde.